# Calystegia silvatica subsp. disjuncta
Calystegia silvatica subsp. disjuncta é uma subespécie de planta com flor pertencente à família Convolvulaceae. 
A autoridade científica da subespécie é Brummitt, tendo sido publicada em Lagascalia 18(2): 339–340. 1996.

## Portugal
Trata-se de uma subespécie presente no território português, nomeadamente em Portugal Continental.
Em termos de naturalidade é nativa da região atrás indicada.

## Protecção
Não se encontra protegida por legislação portuguesa ou da Comunidade Europeia.